# Говард Старк
Говард Старк (англ. Howard Stark) — американський вигаданий персонаж з коміксів американського видавництва Marvel Comics. Він є засновником Старк Індастріс. Протягом історії публікації персонажа він був показаний у кількох втіленнях серій коміксів.
Говард Старк також був представлений у декількох мультиплікаційних телешоу та фільмах. Домінік Купер, Джон Слеттері та Джерард Сандерс зіграли роль персонажа у всьому Кіновсесвіті Marvel.

## Історія публікації
Персонаж був створений Арчі Гудвіном і розроблений художником Доном Хеком. Він вперше появився в коміксі «Залізна людина» № 28 (1 серпня 1970 р.).
Охарактеризований як саркастичний вчений та безжальний бізнесмен, Говард працював з батьком у різних проектах, а згодом заснував Старк Індастріс. Говард був винахідливим виробником машинобудування, постійно створював нові технології і шукав шляхи їх вдосконалення. Він сконструював різні озброєння та прилади, які зробили революцію в індустріальному світі, наприклад, технології, що застосовуються в Щ.И.Т. та їхніми союзниками. Пізніше Говард одружився, і його дружина народила сина Тоні. Говард рідко виявляв прихильність до Тоні, тому стосунки Говарда з сином були складними. Головною слабкістю Говарда був алкоголізм — проблема, яку успадкував сам Тоні. У коміксах Говард та його дружина загинули в автомобільній катастрофі внаслідок несправних гальм, організованій або конкурентами по бізнесу Republic Oil & Gas, або V-батальйоном. Смерть Говарда надихнула його сина взяти в свої руки бізнес і стати Залізною людиною.

## Вигадана біографія персонажа
Син Говарда Старка старшого Говард народився в Річфорді, Нью-Йорк. Починаючи з юних років і впродовж усього життя він був затятим і геніальним вченим. Говард і його батько працювали над різними проектами, а згодом заснували Stark Industries. Впродовж своєї молодості Старк працював над різними урядовими проектами, які починалися з епохи Першої та Другої світових війн. У 1950-х Старк був агентом таємної наукової організації, відомою під назвою «Щ.И.Т.» і співпрацював з Натаніелем Річардсом.
Старк одружився з Марією Коллінз Карбонелл, в них народився син, і вони усиновили Ентоні «Тоні» Старка. Говард постійно підштовхував Тоні до кращого, кажучи йому, що для успіху хтось повинен мати «залізо в хребті». Він ставився з повагою та був відданний приладам, але, схоже, приділяв мало часу своєму сину. Завдяки його бізнесу Говарду було запропоновано стати учасником ексклюзивного клубу ''Hellfire'', але Старка не цікавило нічого іншого, окрім розкішних вечірок, які проводив клуб. Вважалося, що Говард також був членом V-батальйону. Також Старк протидіяв Обадію Стану, який хотів взяти під контроль Старк Індастріс. 15 березня Говард та Марія загинули в автокатастрофі. Вважалося, що інцидент не був випадковим і, можливо, був організований V-батальйоном, проте це ніколи не було підтверджено; раніше свідчили, що аварію спричинила Republic Oil & Gas, але це також не підтверджено. Тоні керував компанією свого батька, розпочав благодійність від імені матері, а згодом став Залізною людиною.
Під час сюжетної лінії «Справжній гріх» 2014 року у флешбеці з'ясувалося, що Говард вперше зустрів Ніка Ф'юрі після смерті Вуді МакКорда під час боротьби проти трибелівців. Говард вирішив показати Ф'юрі роботу, яку виконав Маккорд як захисник Землі, нейтралізуючи будь-яку потенційну загрозу для планети, і запропонував її Ніку. Ф'юрі погодився, і в наступні роки таємно боровся з різними нелюдськими загрозами: від прибульців до підземних монстрів та надмірних істот.

### «Дім М»
У альтернативній реальності, розглянутій в сюжетній лінії « Дім М» 2005 року, Говард Старк був живий, в той час як статус Марії Старк невідомий. Говард передав управління компанією Тоні Старку, коли його синові виповнилося шістнадцять. Хоча офіційно вийщовши на пенсію, він працював з Тоні, щоб створити броню, здатну протидіяти силі Сентинелів та потужних мутантів під час конфлікту.
Говард і Тоні почали працювати над «Сентинелами» з Форже та Генрі Маккойєм після того, як їм було надано ексклюзивний контракт. Вони планували включити «Проект бачення», хоча були проблеми зі схемою контролю. Вони також змагалися в дивно популярному телешоу «Sapien Deathmatch».

Тоні, як «Залізна людина», виявив місце розміщення «Геномних бомб» і повідомив про це «Дім М». Говард запрограмував Віжена та Сентинелів, щоб вони підкорялися йому. Він сказав, що все це було частиною плану щоб змусити мутантів поважати Тоні за їх порятунок. Тоні використає це, як шанс завдати удару Магнето, але згодом він відмовився від цього задуму. Магнето несподівано з'явився і особисто розправився з Говардом, убивши його.

## Поза коміксами

### Телебачення
- Говард Уолтер Старк з'явився в мультсеріалі «Залізна людина» 1990-х років, озвученому Нілом Россом.
- Говард Старк з'являється в «Залізній людині: броньовані пригоди».
- Говард Старк згадується в «Месники: наймогутніші герої Землі».
- Говард Старк коротко з'являється на обкладинці журналу «Marvel Anime: Iron Man» разом із Тоні Старком та Обадією Стан.
- Говард Старк представлений у мультсеріалі «Воз'єднання Месників», озвученому Стівеном Коллінзом (у «Піднесенні Таноса»)[9], та Чарлі Шлаттером (у «Новорічній резолюції»)[10].
- Домінік Купер грає Говарда Старка в серіалі «Агент Картер»[11].

### Фільми
- Домінік Купер, Джон Слеттері та Джерард Сандерс зіргали роль персонажа Говарда Старка в серіалах Кіновсесвіту Marvel: 
  - Сандерс зобразив цього персонажа на початку фільму «Залізна людина» 2008 року.
  - Следттері вперше зобразив цього персонажа у фільмі«Залізна людина 2» 2010 року.
  - Купер вперше зобразив молодшу ітерацію Говарда Старка у фільмі 2011 року «Капітан Америка: Перший Месник».
  - Купер повторно зіграв свою роль у короткометражному фільмі «Агент Картер».
  - Слеттері повторив роль у фільмі «Капітан Америка: Громадянська війна».
  - Слеттері знову зіграв роль у фільмі 2019 року «Месники: Завершення».

### Відео ігри
- Говард Старк представлений у "Капітан Америка: Суперсолдат"[en].
- Говард Старк з'являється у «Lego Marvel Super Heroes».